# 古巴可兑换比索
可兌換比索（Peso Convertible），曾是古巴的一種貨幣，货币符号为CUC。類似于中國大陸以前的外匯券。

## 歷史
可兌換比索在2004年11月8日古巴禁止美元流通以前與美元等值，僅在國內官方可兌換，其價值在2005年4月升至 1.08 美元，但在2011年3月15日恢復至 1美元等值。可兌換比索按固定匯率計算，至2017年時，若以美元现金兌換需加收兌換金額10%的兌換税。惟以美元非现金（如信用卡或旅行支票）兑换或以其它外币（如加元、英镑、欧元）现金兑换，亦不加收兌換税。
從2014年開始，一些國有商鋪開始同時採用CUC和CUP定價，並接受其中一種支付方式，2020年7月取消了10%的美元现金兌換税。
古巴自2019年底以來經濟困難，導致CUP和CUC商店商品短缺，開設以美元定價的商店，只接受外幣支持的卡付款，恢復美元作為非官方的交換媒介，以及在非官方的街頭交易中，CUC的價值暴跌至1美元以下。
由于可兑换比索（CUC）的货币价值比古巴比索（CUP）高，导致可兑换比索（CUC）主导了古巴国内的市场定价。但古巴人的月薪才合约20可兑换比索，国民购买力很低，因此出现了社会问题，加上因2019冠状病毒病疫情，导致古巴经济陷入危机，因此从2021年元旦起，古巴取消實施了二十幾年的雙貨幣政策，廢除可兌換比索，並將唯一法定貨幣古巴比索匯率定在24比索兌1美元。雖然當局稱有六個月過渡期讓市民將可兌換比索換回比索，不過很多店舖已貼出告示拒收。
2021年6月15日，古巴宣布CUC將繼續在銀行兌換六個月，但從7月1日起不再有商店接受它們兌換CUC的最後日期是2021年12月30日。

## 曾经流通的貨幣

### 硬幣
- 1分
- 5分
- 10分
- 25分
- 50分
- 1比索
- 5比索

### 紙幣
- 1比索
- 3比索
- 5比索
- 10比索
- 20比索
- 50比索
- 100比索

## 外部連結
- 古巴的纸币 - 古巴可兑换比索 （页面存档备份，存于） （英文）（德文）（法文）
- 古巴的纸币 - 古巴比索 （页面存档备份，存于） （英文）（德文）（法文）